# Внутренний мир
Внутренний и внешний мир — понятия, фиксирующие различие между всем тем, что относится к явлениям психической сферы человека, и тем, что не относится к ней. В современной психологии такое разделение больше не проводится, хотя термин «внутренний мир» может использоваться как синоним слова "психика".
Словосочетание «внутренний мир» может также обозначать состояние внутреннего покоя и умиротворённости, или даже внутренние органы человека.

## Психология и биология
Во внутреннем мире формируются представления и мысленные образы, среди которых за счёт самосознания может быть и образ самого внутреннего мира. Внутренний мир человека можно считать словесной метафорой, определяющей виртуальную реальность, моделируемую электрохимическими процессами взаимодействия нейронов.
Уникальный облик и неповторимый внутренний мир человека складывается из множества составляющих: наследственности, особенностей внутриутробного развития, типа нервной системы и сформированного характера, природных способностей и выбранных интересов, жизненного опыта и влияния окружающих, заявленных ценностей и убеждений, глубинных (самим человеком не осознаваемых) установок, а также многого другого.
В эмоциональном отношении внутренний мир, на структуру которого влияют архетипы, лишь реагирует на окружающее, а не воспроизводит его.
Мюллер и Гельмгольц законом специфических энергий показали, что каждый орган чувств возбуждает собственное ощущение, а вместе они «раскрашивают» окружающий мир.
В советской психологии понятие «внутренний мир» разрабатывалось Б. Г. Ананьевым. Он считал, что внутренний мир личности наряду с её интраиндивидуальной структурой и организацией личностных свойств определяется многообразием связей личности с обществом в целом, различными социальными группами и институциями. Человек развивается во взаимодействии с миром на протяжении всего жизненного пути в динамике экстериоризации и интериоризации. По Б. Г. Ананьеву внутренний мир человека вместе с отражением действительности является составляющей частью сознания. Во внутреннем мире происходит определённая работа, которая затем экстериоризируется в процессе деятельности. Человек, как субъект деятельности, постоянно изменяется в процессе её осуществления. Личность производит неповторимый вклад в общественное развитие путём экстериоризации своего внутреннего мира. Именно в продуктах экстериоризации внутреннего мира возможно наблюдение индивидуальности.
По Уорфу на восприятие мира решающее влияние оказывает язык, на котором думает индивид. Согласно гештальтпсихологии, мир постоянно «достраивается» в сознании.

## Философия и религия
В идущей от Демокрита традиции внутренний мир считается своего рода продолжением, воспроизведением действительного мира, его копией, отфильтрованной восприятием и преобразованной в соответствии с целями и задачами жизни человека.
По Платону внутренний мир человека не сообщается напрямую с «миром идей»: для того чтобы «припомнить» идею, человеку необходимо найти её «отблеск» в доступном чувствам материальном мире.
В каббале вопрос о духовном мире рассматривается в «системе пяти миров», которые понимаются, как степени скрытия полного объёма природы, уровни сознания субъекта.
В гностической традиции идеальный внутренний мир обладает самостоятельным содержанием, независимым от мира материального.